# Gordan Grlić Radman
Gordan Grlić Radman, född 6 juni 1958 i Prisoje (Duvno, nuvarande Tomislavgrad) i Jugoslavien (dagens Bosnien och Hercegovina), är en kroatisk diplomat och tidigare ambassadör. Den 19 juli 2019 ersatte han Marija Pejčinović Burić som Kroatiens utrikesminister.

## Biografi
Grlić Radmans politiska karriär inleddes på 1990-talet då han utsågs till Kroatiens ambassadör i Sofia i Bulgarien och därefter i Budapest i Ungern. Den 16 oktober 2017 utsågs han till Kroatiens ambassadör i Tyskland och  år 2019 till Kroatiens utrikesminister.
Han är medgrundare av den icke-statliga organisationen Croatian Swiss Business Consult. Den 1 februari 2019 tilldelades han Global Public Diplomacy Award. En utmärkelse som tilldelades av Diplomat Magazine och Diplomatic Council för hans "särskilda diplomatiska förmåga", för att han hade "stärkt de kroatisk-tyska relationerna" och för att han "genom sitt ambassadörsmandat fokuserat på Kroatiens roll i Europeiska unionen".
På 1980-talet tog han examen vid en tvåårig förvaltningsskola i schweiziska Bern och år 2007 tog han examen vid statsvetenskapliga fakulteten på Zagrebs universitet.
Grlić Radman talar tyska, engelska, bulgariska och ungerska.